# چهدرو
چهدرو (به انگلیسی: Chhidru) یک منطقهٔ مسکونی در پاکستان است که در ناحیه میانوالی واقع شده‌است. چهدرو ۷٬۰۰۰ نفر جمعیت دارد.